# Christi-Himmelfahrts-Kirche (Utena)

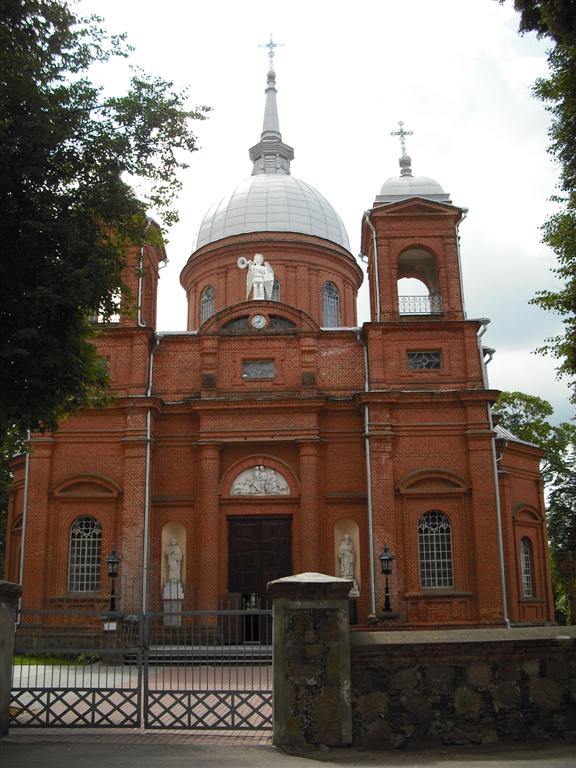
Kirche

Die katholische Christi-Himmelfahrts-Kirche (lit. Utenos Kristaus Žengimo į dangų bažnyčia) ist eine Gemeindekirche in Utena am linken Ufer der Utenėlė, im litauischen Bistum Panevėžys. Sie ist aus Backstein gebaut.

## Geschichte
1500 wurde eine Vorgängerkirche zum ersten Mal urkundlich erwähnt. 1522 wurden der Kirche Teile der Landgüter Utena und Užpaliai gestiftet. 1796 war sie Pfarrkirche der Stadt. Die heutige neobarocke Backsteinkirche mit Kuppel und zweitürmiger Portalfront wurde von 1882 bis 1884 mithilfe des Pfarrers Adomas Vyšniauskas gebaut.